# Jan Twardowski
Jan Twardowski (Varsovia, 1 de junio de 1915–Varsovia, 18 de enero de 2006) fue un famoso poeta y sacerdote polaco.

## Obra
- Wiersze (1959)
- Znaki ufności (1960)
- Zeszyt w kratkę (1973)
- Poezje wybrane (1979)
- Niebieskie okulary (1980)
- Rachunek dla dorosłego (1982)
- Który stwarzasz jagody (1984, 1988)
- Na osiołku (1986)
- Nie przyszedłem pana nawracać (1986)
- Sumienie ruszyło (1989, 1990)
- Tak ludzka (1990)
- Stukam do nieba (1990)
- Nie bój się kochać (1991)
- Niecodziennik (1991)
- Nie martw się (1992)
- Tyle jeszcze nadziei (1993)
- Krzyżyk na drogę (1993)

### Obra en editada en español
- Jan Twardowski (2009). Antología poética. Ediciones Rialp. ISBN 9788432137310. (enlace roto disponible en Internet Archive; véase el historial, la primera versión y la última).